# La costa más lejana
La costa más lejana (Título original: The Farthest Shore) libro del género de fantasía, fue publicado en 1972, es el tercer libro de la serie de Terramar, de Ursula K. Le Guin.
Arren (Lebannen), el joven príncipe de Enlad, es enviado por su padre a Roke, la isla de los sabios, para pedir consejo al Archimago Gavilán (Ged) por un extraño e inexplicable malestar que está desolando el archipiélago de Terramardonde la magia está perdiendo su poder, los cantos están siendo olvidados y los hombres y animales enferman o enloquecen.
Juntos emprenden un viaje, sin rumbo establecido, en busca de la causa de dicha aflicción. Tras haber navegado y recorrido por varias islas del Archipiélago, Gavilán confirma que el causante es un ser humano, un mago nigromante, llamado Araña, contra el que se enfrentó tiempo atrás por llamar a los muertos.
Son ayudados y aconsejados por el último dragón no perturbado por el desolador malestar, Orm Embar, y se dirigen a Selidor, una desértica isla inhabitada en el Confín de Poniente, donde según él proviene el mal. 
Allí se encuentran primero con una imagen de Araña, que los incita a buscarlo por la isla. Más tarde Gavilán invoca al enemigo en la última orilla del mundo, y ambos Arren y Gavilán son salvados por Orm Embar, quien muere a manos de Araña, aunque éste no muere del todo. Arren y Gavilán traspasan un portal hacia la tierra de los muertos, y se encuentran nuevamente con Araña, que había abierto la puerta entre los dos mundos, alterando el Equilibrio, para alcanzar la inmortalidad. Gavilán le demuestra que perdió la vida y rechazó la muerte convirtiéndose en nada, un ser sin nombre; ya que la vida es una consecuencia de la muerte y él no poseía ambas.
Finalmente Gavilán sacrifica su magia para cerrar la brecha entre los dos mundos y libera a Araña. Arren arrastra al exhausto mago fuera de las tierras yermas, subiendo las montañas llamadas Dolor, y una vez en el mundo de los vivos, con la ayuda del dragón Kalessin, El Grande, Arren regresa a Roke y Gavilán vuelve a Gont. 